# 少年愛
少年愛（しょうねんあい、独: Knabenliebe、英: Pederasty、希: Παιδεραστία）とは、成人と思春期前後の少年の間の恋愛関係、あるいは性的関係である。

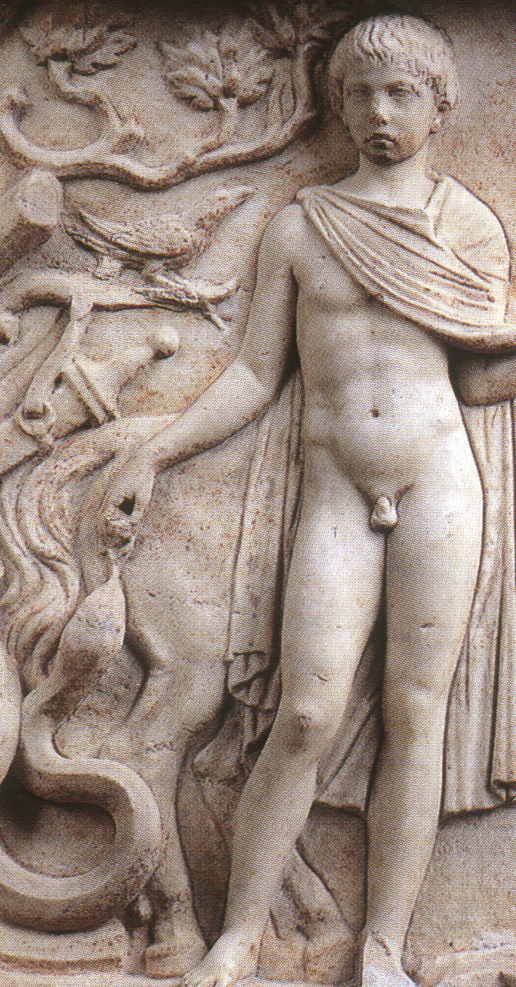
夭折せるポリュデウキオン
師は少年を神として称えた

## 概要
成人者が少年に対して恋愛感情を抱くもの。歴史的には様々な理由から複数文明で発生しており、男性によって行われるものも少なくない。
なお現代の日本においては、男女問わずで年長側の少年愛者に対し「ショタコン」「ショタ」という呼称が使われることもあるが、これは横山光輝の漫画・アニメ作品「鉄人28号」の主人公である少年「金田正太郎（かねだ・しょうたろう）」が語源で、後述する「ロリータ・コンプレックス」の対義語として生まれた「正太郎コンプレックス」が短く省略されたもの。いずれも日本独自の呼称（和製英語）である。
本邦においては、中年男性視点からの少女愛とその葛藤を描いたナボコフの小説「ロリータ」を語源とする和製英語「ロリータ・コンプレックス」（略して「ロリコン」とも）と対をなす形で使われることが多い。

## 歴史と概説

### 古代ギリシア

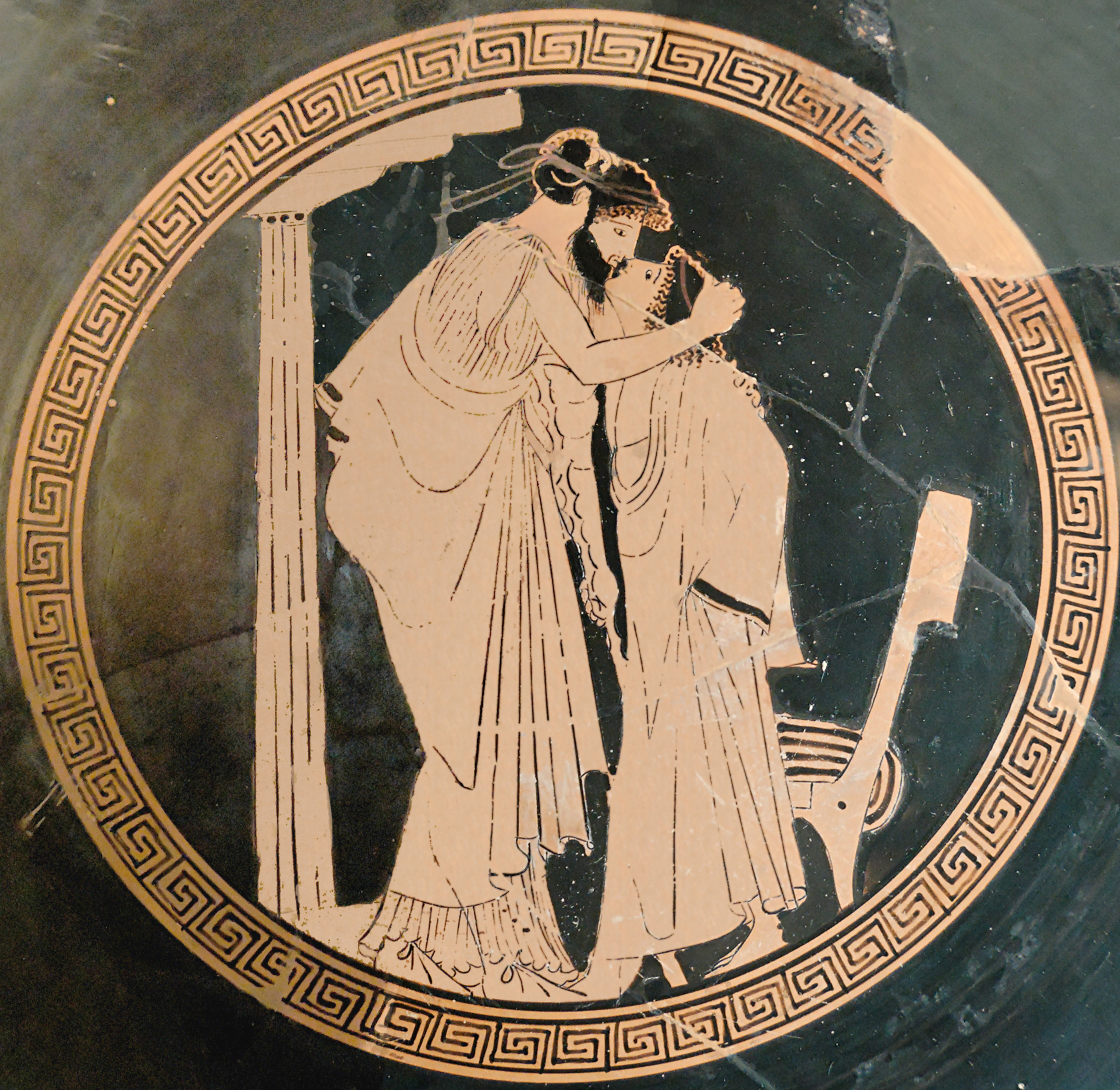
口づけをかわす少年と男性(ルーヴル美術館)

少年愛としては、古代ギリシアの「パイデラスティア」（希: Παιδεραστία, paiderastia）が著名であるが、これは当時の代表的なポリスであるアテナイでは、暗黙に認められた市民の義務であった。アテナイに較べ、より戦士社会として厳格な文化や制度を持っていたスパルタにおいては、少年愛は男性市民（国民皆兵制のスパルタでは、それは戦士であることを意味した）にとって法文化された義務であった。
古典ギリシアにおける少年愛における「少年」は、思春期またはそれより若い年代の少年（パイス, παις）ではなく、むしろ戦士としての訓練を受ける青年（エペーボス）であったが、これは文化制度としての「少年愛」での建前であった。（古典ギリシアの少年愛は、原義としての「エペーボピリア」に近いが、10代はじめの少年との関係も含んだので、「青年愛」許りとは言い切れない）。
プラトンは「徳（アレテー）」について語っているが、「アレテー」（αρετη, aretē）とはギリシア語では、「優秀性」なり「卓越性」という意味がある。知性や知識において、また戦士としての肉体の素晴らしさや勇気、戦闘技能の卓越性、更に弁論の巧みさや、指導力を持ち、道徳的にも優れた家柄の良い「男子市民」が「アレテーを持つ人」である。アレテーを若い男性、すなわち、青年・少年に授けるための文化制度がギリシアの「少年愛」であった。またこれが社会の「制度的範型としての少年愛」である。
古典ギリシアの少年愛においては、愛する年長の男性を「エラステース」（εραστης, erastēs）と呼び、愛され、アレテーを授けられる対象となる青少年を「エローメノス」（ερωμενος, erōmenos）、あるいは「パイディカ」（παιδικά, paidika）と呼んだ。
古典ギリシアの少年愛においては、愛される少年に求められる資質は、戦士としての倫理性であり、精神的な卓越性、則ち「善き少年」であった。少年愛の相手である少年として望まれる資質は、「善（アガトン）」であった。
ソクラテスは数多くの青少年をくどき落とす達人であったので、「しびれエイ」との綽名を持っていたが、彼が、当時の美青年の代表とも言えたアルキビアデスをくどき落とした言葉（殺し文句）は、「人々は、君の肉体の美しさを賛美する。だがぼくは、君の外見の美しさではなく、君のたましい、つまり君自身の本質を愛しているのだ」という内容であった。

#### エラステースとエローメノスの立場の差
古典ギリシアの少年愛における「愛する男性」と「愛される少年」の立場や感情、快楽の比率は平等ではない。クセノフォンは「少年は大人に対して、婦人のように性交の愉悦をともにすることはないのであって、むしろアプロジテ（愛欲）に酔うものをしらふでながめる」と語り、プラトンも、少年が年長の男性に服従することで得るものの中に肉体的快楽はないという趣旨の発言をしている。逆に、もし愛される側が快楽を得るようなことがあれば「これらの人の身体が自然に反した仕組をもっているということである。…このような人間は女性になりうる」とアリストテレスは語っている。

### 古代ローマ

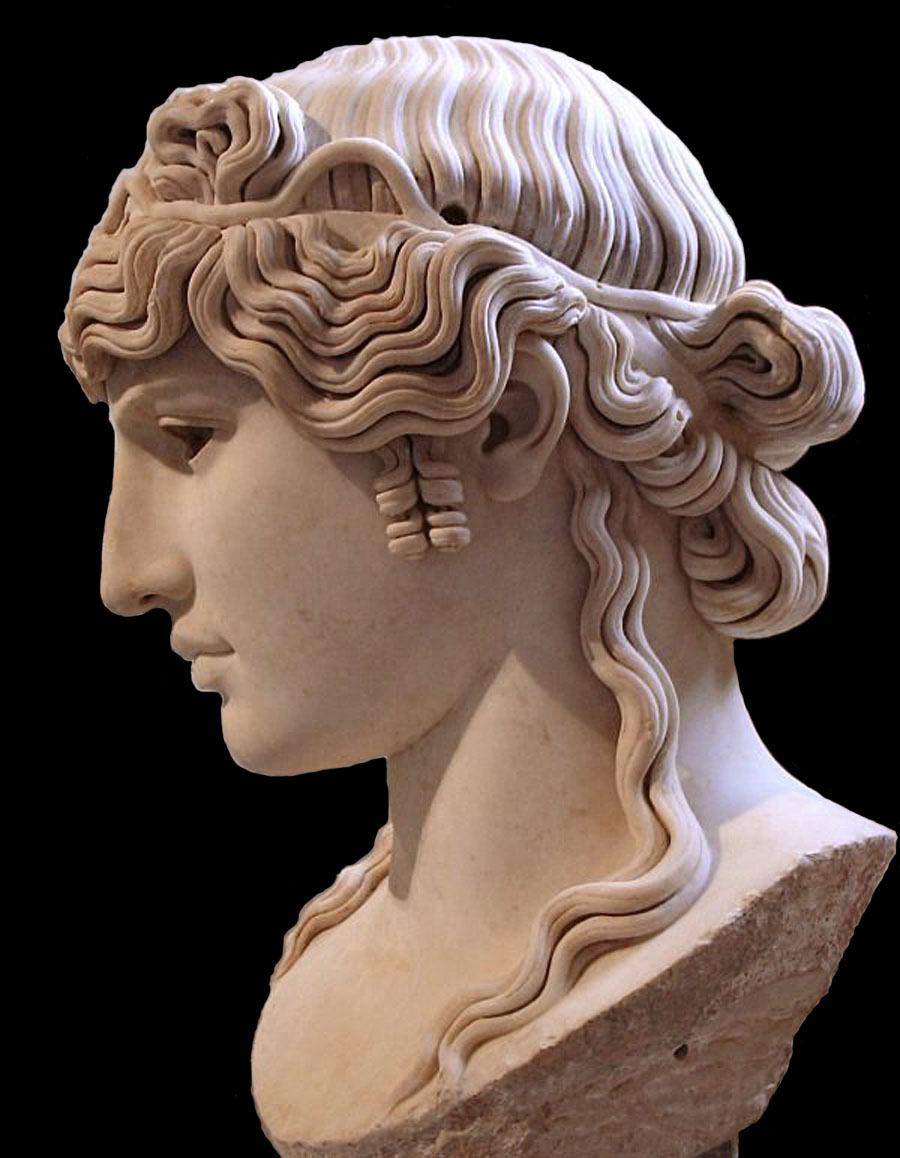
アンティノウス、130年頃

古代ローマにおいても、「善き少年」か「美しい少年」かの選択では、少年の「善」を求めるべきであると制度的にはされていた（ローマでは少年愛は制度化されていなかった）。
皇帝ネロは、皇妃ポッパエアの死後、16歳前後であったと考えられる絶世の美少年スポルスを見出し、これを去勢して女装させ、みずからの第三の妃に据えた。スポルス・サビーナは、ポッパエアと容姿が瓜二つであったとも伝わっているので、ネロは「美しい少年」を求めると同時に、「美しい少女」をも求めて愛したことになる。
五賢帝のなかでも、もっとも英邁で精神の幅に広がりがあったと考えられるハドリアヌスは、青年アンティノウスを愛したが、アンティノウスは理由不明なままみずから命を絶った。ハドリアヌスはこれを悲しみ、一つの都市にアンティノウスの名を付け、彼が愛した青年の名を永遠のものとしようとした。
ハドリアヌスはまた、10歳の少年マルクスと出会い、この少年に英邁な資質を見出した。為に彼は、マルクスをみずからの後継者の位置に置き、少年は成人して後、皇帝位に就き、哲人皇帝マルクス・アウレリウスとなった。ハドリアヌスはアンティノウスの肉体の美を愛すると共に、少年マルクスの精神の卓越性、則ちその「善」と、将来実現される「徳」を愛した。
しかし古代ローマでは、性愛のあらゆる分野で退廃が花咲いたように、少年愛でも見境がなくなっていた。紀元2世紀のストラトンは同性愛者であるが、ペトロニウスの『サテュリコン』を見れば分かる通り、帝政期ローマの市民は、もはや善なる少年を求める「少年愛」と同性愛の区別もつかなくなっていた。

### 西欧
西欧社会は、ゲルマン民族によるローマ帝国の蚕食と最終的な西ローマ帝国の滅亡によって、文化が成立したとも言えるが、ローマ辺境域のゲルマンやケルトの地には、早くも紀元2世紀には、キリスト教が布教されていた。当初それはアレイオス派であったが、やがてアタナシオスの正統派に転向した。
メロヴィング朝及びカロリング朝フランク王国を通じて、西欧中央部はキリスト教社会として構成された。このことは、大ブリテン島でも同様であり、イングランド（アングロ・サクソン）に流布したキリスト教は、スコットランド、ウェールズへと伝播され、アイルランドにもまたキリスト教の波は訪れた。
ユダヤ文化の影響を受けたキリスト教文化においては、「同性愛」は宗教的禁忌であり宗教上の罪悪であり、ユダヤ律法（トーラー）が記している通り、「女と同衾するように男と寝る者は、殺さねばならない」という規定は、（特に男性の）同性愛を罪悪と明記するもので、無論、行為としては同性愛と区別の付かない少年愛もまた、罪悪であり、少年に対する行為が暴行に近いもので、かつ少年の年齢が幼ければ幼いほど、罪の重さは加重された。

#### 中世カトリック時代
西欧におけるキリスト教は、16世紀の宗教改革に至るまで、正統派西方教会つまりカトリックであった。カトリックにおいては、司教と司祭によるヒエラルキー制度が厳密に定められ、司祭の終身独身が規定されており、この伝統は今日のカトリックにおいても継承されている。
キリスト教においては、本来男女は平等であったが、パウロスのユダヤ教的禁欲思想より、男性に比し卑しめられた地位にあった。カトリックにおけるもっとも重要な秘蹟である「ミサ聖祭」においては、典礼は男性司祭が主導し、男性の手によって進行されるものであった。このため、司祭の典礼執行を助け、補助する役割として、若い男性あるいは侍童としての少年が起用された。
大小のカトリックの教会においては、ミサ聖祭で侍者（acolyte)を務める少年が準備されており、また、グレゴリオ聖歌の制度化とも相俟って、最初は成人男性の聖歌隊が、後には少年が隊員となる少年聖歌隊が構成された。一つに、アルトあるいはソプラノの本来は女が担当する声部を男性が担おうとすると、変声期前の少年の声部が必要であったことがある（この問題の一つの解決として、変声期前の少年歌手を去勢することで、カストラートを造ることが行われたが、これは別の問題を引き起こした）。
更に、6世紀頃より制度化のはじまる修道制度は、男子の修道者を前提としており、修道士は司祭同様に、終身の独身と女との交渉を断つことを誓約した。修道士の集団が修道院というコミュニティを作り、時代と共に、共同体の規模が大きくなるにつれ、修道院は男性子弟の教育機関の役割も果たすようになって来た。それは将来に修道士を目指す、見習い修道士を教育すると共に、やがて俗界に還俗して、世俗生活に戻る者の教育をも担った（女については、女子修道院がこれを担うようになった）。
このように性的禁欲と独身制を定めたカトリックの宗教的共同体のなかで、司祭と侍者、あるいは聖歌隊の少年、また修道士と修道士見習い（ノーヴィス）のあいだに機会的同性愛が生じるのはあって、司祭も、修道士も同性愛者でない場合であっても、少年との性的交渉があった。また教会の男色禁止とは別に、このような指導する者、すなわち司祭や修道士と、指導される者、すなわち侍童やノーヴィスの少年のあいだの関係は、古典ギリシアやゲルマンの少年愛の範型をなぞるものでもあった。
王侯貴族や有力な豪族の公然とした同性愛行為や少年愛もまた、これを黙認し、更に一般庶民であっても、一定の範囲のものは、司祭に告白し、罪の赦しを願う限りはこれを許容したとも考えられる。
同性愛は文化や時代に関係なく多少なりとも存在して来た。同性愛行為を理由とする処罰や処刑の記録は存在するが、それ以上多数の告発されない、また免罪された事例が存在したと見られる。事実上、王侯貴族や富者の行為はよほどのことがない限り大目に見られていた。また庶民のあいだでは、中世の生活では、寝所は藁の上で雑魚寝している場合が普通で、寝台があっても複数の同性の人と共用したため夜間照明の少ない中世では、同性同士の性的関係が起こり得る環境にあった。
カトリック教会が「男色」の罪を断罪するのは、キリスト教的社会の秩序を乱す者、または乱す恐れのある事態に対してである。中世における異端論争において、誰が正統か異端か不明な場合、両者は対する陣営、人物を、「男色家」「マニ教の徒」と非難するのが通常であった。従って、異端と決まった者は、教会の側が正式に、「男色家・マニ教徒」との罪状認定が行われた。
更に、中世の騎士道の理想形では、騎士は無論、多くの従者や家臣を従えるが、同時に、身分ある少年を「騎士見習い」として身近に置き、これを武勇と道徳において鍛錬するとされた。

#### 宗教改革と近世ルネッサンス
西欧における宗教改革は、起源を遡ればシトー会の修道院改革や、ドミニコ会、フランシスコ会などの托鉢修道会の発足にもその端緒が窺えるが、13世紀より14世紀にかけてのアリストテレス・ルネッサンスの展開とも並行して進んでいたと言える。教皇権と皇帝権の争いを通じて、両者の権力が共に後退して行ったと同時に、世俗領主や商人階層の力の増大がもたらされた。
このような社会的な権力の推移を背景として、従来弾圧されて来た西欧の異端運動は、教会権力に対抗する後ろ盾を備えるようになり、カトリック教会の統制から脱する。16世紀に至って、ドイツのルターの背景には世俗領主の庇護があり、ジュネーヴのカルヴァンは富裕商人階層の支持があり、そしてイングランドにおいては、カトリックの権力に反抗するヘンリー8世はみずから王権を持っていた。
教皇権が衰退し、都市商人階層の力が優越したイタリアに、文芸復興（ネオプラトニズム・ルネッサンス）が起こり、フィチーノなどが、古代ギリシアやローマの古典を翻訳し、まさに「マニ教」の教えに通底している『ヘルメス文書』の翻訳を行い、魔術・錬金術・数秘術・占星術などが、哲学思想や文芸と共に、イタリアを通じて西欧に広まって行った。
レオナルド・ダ・ヴィンチは、都市の支配者の庇護のもと、異端の研究を行い、美少年の弟子を持ち、女と交わることがなかった。ダ・ヴィンチが描いた『ジョコンダの微笑』（『モナ・リザ』）に描かれているのは、女ではなく、若い青年ではないのかという推測がある。また、明らかに同性愛者であったカラヴァッジョの絵画には、少年愛の指向が窺える。ダヴィデの彫像や、システィナ礼拝堂の天井画を描き称賛されたミケランジェロは、若い男性の裸体の美を表現し、賛美した。
イングランドにおいては、少し遅れて、宗教改革後の自由な雰囲気のなか、多くの野心的な詩人や文学者が登場し、なかでもウィリアム・シェイクスピアは、戯曲において画期的な作品を多数生みだした。当時の戯曲の上演では、女の役は少年が演じていたことが知られている。またソネットにおいて、シェイクスピアは青年の美しさを賛美し、女に対する恋愛と同様の熱烈な恋情を作中の青年に寄せている。

#### 近代
イギリスでは、女王エリザベス1世の崩御によりテューダー朝は断絶し、ステュアート朝のジェイムズ1世がイングランド王となった。彼は同性愛の嗜好があり、美青年であったジョージ・ヴィリアーズを寵臣として公爵位を彼に授けた。こうして誕生した英国宰相バッキンガム公は、「寝室で手柄を立てた」とも言われ、政治家として軍人として無能であった。バッキンガム公は次のチャールズ1世のときにもなお王の重用と権力を保持したが、彼の無能さが清教徒革命の遠因ともなった。

### アラブとペルシア

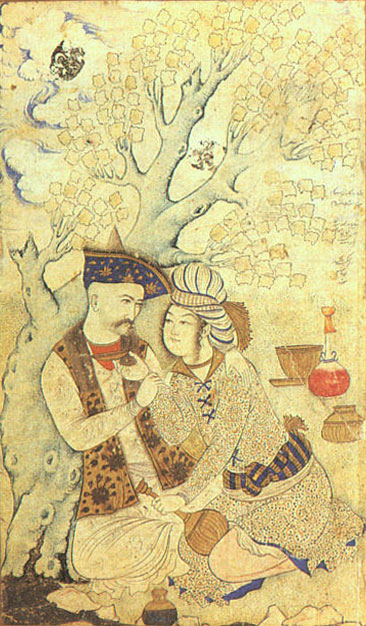
シャー・アッバスと少年

アラブにおいては、その遊牧社会は同時に戦士社会でもあったので、少年愛が存在したと考えられる。
詩人アブー・ヌワースは、酒を飲むことの喜びを公然とうたい、その作品は今日も残っているが、うたのなかで、当時の酒店には、紅顔の美少年が酒の汲み手として酒席にあり、美少年と同性愛を堪能したことが謳歌されている。
ペルシアの大学者であり詩人であるオマル・ハイヤームは、また『ルバイヤート』のなかで、酒を飲む喜びを高らかにうたい、サーキー（酒姫）が差し出す酒杯の甘美さをうたう。またサーキーの愛らしさや魅力を褒め称える。ここに同性愛というより、むしろ「少年愛」が公然と存在したことが間接的に判明する。

## 日本における歴史と概説

### 古代・中世
「続日本紀」には天武天皇の孫である道祖王が聖武天皇の喪中に侍児と男色行為にふけって廃太子とされた記述が見られる。
中世において、男色は、女を排除していた武士や寺院では一般的なものであったことが知られる。また、公家文化においては「悪左府」と呼ばれた藤原頼長の日記『台記』には彼が複数の男性と同衾していたことが書かれている。また近衛基通は平家と深い関係にあったため、その都落ち後には失脚の危険があったが、後白河法皇との男色関係を利用して摂政の地位を保ったとされる。これを九条兼実は「君臣合体の儀」「未曾有」と評している。
鎌倉幕府の将軍や執権、有力な大名たちも制度的な少年愛を実行していたと推定されるが、歴史的に有名かつ顕著なのは、次の室町幕府3代将軍である足利義満と、その寵愛を受けた能楽師世阿弥の関係である。世阿弥は後に夢幻能を完成させ、『風姿花伝』を著すが、その書のなかで、「少年の美」についての魅力を述べている。また、貞成親王（後の後崇光院）の日記『看聞日記』には2人の異母弟（松崖洪蔭・椎野寺主）と喝食（稚児）2名を取りあった結果、自分だけが締め出されて憤慨する記述が残されている。
他方、戦士社会や支配階層における制度的範型としての少年愛とは別に、これもまた範型のヴァリエーションであるが、女色を禁じられた仏教僧侶と寺院に仕える僧侶見習いとも言える「稚児」とのあいだの少年愛関係が古くから存在した。
男色は女色と対になる言葉で、「色の道」は単に肉体的な関係だけではなく、精神的な関係も含み、稚児との男色においては、むしろ「精神性」に重点が置かれていたことからすれば、古典ギリシアのアレテーの教育としての「少年愛」の理念と共通するものを持つ。武士と少年、僧侶と稚児のあいだの男色関係では、愛する年長者は「念者」と呼ばれたが、念は「一念」の念でもあり、倫理性や精神的信頼性が前提にあった。
男色の道は、世阿弥の能芸の流布と、『風姿花伝』における少年の儚さの賛美と相俟って、武士や僧侶階級だけではなく、広く一般庶民にとっても「憧れ」と「美意識」を持って期待される文化風俗となった。

#### 戦国時代
応仁の乱によって戦国時代に入ると、戦国大名が擡頭し、彼らはその支配下に戦士社会を築いたので、共に命を賭けて戦う者として、主君と臣下という身分の差はあったが、古典的な少年愛の範型が支配する男色関係が、戦国武将と、多くその臣下の子弟出身の小姓のあいだで成立した。
このような主君とその臣下の少年のあいだの念者の関係は、平安時代より存在したものであるが、戦国武将においてはとりわけ顕著であった。武田信玄が姓不明の小姓「源助」に宛てた誓詞が現存しており、また織田信長と森成利（蘭丸）の関係は著名であり（一般には著名であるが、小姓であったのは事実だが、男色の関係にあったかどうかは疑問視する意見もある。信長の場合、確実とされるのは資料に男色の関係にあったと記述のある前田利家だけである。）。

### 近世
芸人が男女に関わらず、同時に春をひさぐ例は古代から存在したが、世阿弥以降、能芸人の多くは、芸の美意識と共に、男色の相手として選ばれて来た。江戸時代（徳川時代）には、「歌舞伎」が大衆芸能として興隆するが、歌舞伎役者には美男が多く、武士や町民などの男色の相手となっていた。なかでも、江戸では役者見習いの十六歳以下の少年は、本舞台に立つことはなかったものの、舞台の蔭より芸を学んでいたことより「陰間（かげま）」と呼ばれたが、陰間を少年愛の対象とする風俗が生まれた。

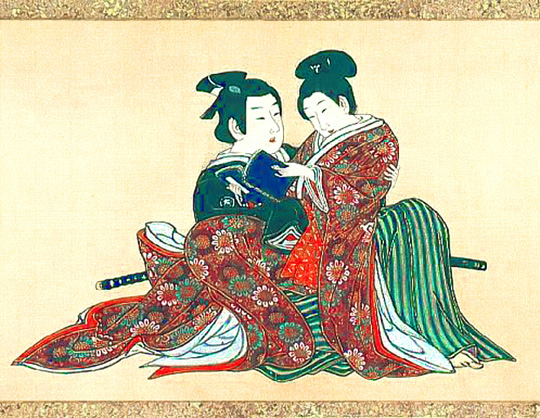
歌舞伎役者と陰間。宮川一笑画

江戸時代には、男色の道は、「若衆道」より取られた「衆道（しゅどう）」と呼ばれ、また「若道（にゃくどう）」とも呼ばれた。男色の相手は、江戸では陰間が一般で、更に、歌舞伎や芸能と関係なく、幕府公認の江戸の遊女街である吉原と並んで、芳町には男色専門の美少年を揃えた「陰間茶屋」が興隆した。京都では宮川町ないし宮川筋が「若衆茶屋」（陰間茶屋）のメッカとして広く知られた。
3代将軍徳川家光も男色家として知られており、大勢の近習・小姓たちを寵愛したというエピソードがある。当時の大名の多くも、戦国時代以来の風習にしたがって美しい小姓たちを雇い、特に気に入った者を枕席に侍らせた。
元禄時代には、華美な町民文化が京・大坂を中心とした三都に生まれ、高級男娼の「色子」（衆道の相手で、売春をする少年はこのように呼ばれた）は、選りすぐりの美少年で、長振り袖の豪華な衣装に、髪（髷）を若い女のように結い、伽羅沈香の香りで身を包み、優雅な仕草で、男とも女とも異なる、独特の美の文化を創り出した。
江戸中期に成立した実録体小説『護国女太平記』は、将軍徳川綱吉のもとで柳沢吉保が男色と女色を使って出世した様が描かれている。綱吉は女を嫌っており小姓を寵愛していたが、吉保が連れてきた女性の知性に驚いて寵愛した。その女性が死ぬと綱吉は勉学のみに目を向けるようになったが、吉保は美少年による能楽を催してその歓心を得た。寵愛された少年たちは後に大名になったという話を記載している。ただしこの話は御台所鷹司信子によって綱吉が刺殺されるという内容の小説であり、事実であるとはみられていない。これに限らず異例な出世を遂げた人物が衆道によるものであるとされることはしばしばあり、異例の出世を遂げた田沼意次も『営中刃傷記』では衆道による出世であるとされている。
明治維新を迎え、社会制度も文化もあらゆるものが一変しても、退勢の道を辿り細々としたものとなりこそすれ男色の文化は存続した。

### 20世紀以降
明治時代になっても、薩摩や会津などの士族出身の若者を中心に、男色の影響は残った。女との交際に関心を持たない者を「硬派」と呼び、女に耽る者である「軟派」を軽蔑する風潮があったことが、坪内逍遥の小説『当世書生気質』や森鷗外の『ヰタ・セクスアリス』からうかがえる。しかし、近代には西欧の性意識やキリスト教が輸入され、同性愛を「不自然」と定義する認識が広まっていたことも、上記作品からはうかがえる。

## 現代の状況
アメリカ合衆国では、1978年、成人男性と少年が合意のもとで関係を持つことを擁護し、性的同意年齢を定める法律の撤廃を推進する団体NAMBLAが設立された。少年愛は古代には男性の一般的な性癖であった事を理由に、少年を愛することの正当性を訴えていた。
1980年代以降の日本では漫画、アニメ、ゲームなどの少年キャラクターを指して「正太郎コンプレックス」を語源とする「ショタ」と総称、またそれらを好む者（作品の登場人物、実在の人物問わず）を同様に「ショタコン」と呼ぶ風潮が一部に存在する。ただしこれはいわゆるオタク文化や同人誌界を中心とする狭義の使われ方であり、その通用する範囲は対義語の「ロリコン」と比較して非常に狭いものとなっている。（一般社会においてはほとんど通じない。）
なお主に女装した少年の呼称としての「男の娘」（「おとこのこ」と読む。「男の子（こ）」と「娘（こ）」を引っ掛けたもの）も、やはり同様にマニアックな単語ではあるものの、オタク文化・コスプレ・同人誌界、更には風俗業界・AV業界などにも広がりを見せつつ存在している。

## 著名な少年愛者の例
- ソクラテス（古典ギリシアの哲人。少年愛とパイディアの関連を論じた。）
- プラトン（著書『餐宴』で、理想化された少年愛を論じる。プラトニック・ラヴの名祖であるが、彼自身は、古代ギリシアの上流市民の常としてアステールという名の少年を愛した。少年は夭折したため、詩が残っている）
- 空海（鎌倉時代から室町時代における書籍に、稚児愛の祖として記されている。空海自身が稚児愛を行っていたという証拠はなく、祖であるというのも俗説であるが、稚児愛の聖性の根拠として、当時広く知れ渡っていた）
- 足利義満（能役者の世阿弥を生涯愛し続けた。少年の美を讃美する『風姿花伝』は義満の影響で成立したとも言える）
- レオナルド・ダ・ヴィンチ（彼自身が稀にみる美少年で稚児だったともされ、著名となってからも、弟子の美少年を愛した）
- 徳川綱吉（元禄文化の将軍。儒学を好む向学な一方で、男色・女色に傾倒したとする説がある。綱吉は館林藩士時代からの家臣である12歳年下の柳沢吉保とは学問上の師弟の関係にあり、吉保は将軍綱吉のもとで大老格・国持大名となった。このことから、綱吉は少年時より吉保を寵愛し、威勢を築いたとする俗説がある。元禄文化は、衆道文化の一面がある。『男色大鑑』などが出版されている）